# Équipe cycliste Nexetis
L'équipe cycliste Nexetis est une équipe cycliste féminine professionnelle suisse créée en 2025. L'équipe est pilotée par Swiss Cycling, afin de favoriser l'accession au professionnalisme des jeunes suissesses.

## Histoire
Durant l'automne 2024, Swiss Cycling, la fédération suisse de cyclisme, annonce la création d'une équipe de niveau continental afin de permettre aux jeunes suissesses de passer professionnelles. Thomas Peter, directeur de Swiss Cycling, déclare qu'« il n'existe actuellement aucune équipe dans laquelle nos jeunes cyclistes peuvent se développer, aucune qui encourage les Suissesses ».
L'équipe engage la polonaise Anna Wiese comme directrice sportive.
Après avoir dévoilé le projet et la première composition de l'équipe, une polémique nait en raison de l'absence de coureuses romandes,. Le fait que l'équipe soit pilotée par la fédération inquiète également certains observateurs, craignant que les coureuses de l'équipe soient favoriser pour intégrer la sélection nationale.
L'équipe 2025 comprend notamment l'espoir Jasmin Liechti et la vététiste Ginia-Lara Caluori qui souhaite se consacrer à la route. Début février, la société japonaise Nippo, déjà soutien d'autres équipes cyclistes, devient sponsor de la structure. Jusque là totalement composée de Suissesses, l'équipe est alors complétée par l'arrivée de 3 coureuses japonaises : Mizuki Ikeda, Yurina Kinoshita et Tsuyaka Uchino.

## Partenaires
L'équipe est parrainée par Swiss Cycling. Elle est équipée par ASSOS au niveau textile, Thömus pour les vélos et DT Swiss pour les roues.
Pour ses débuts, l'absence de partenaires financiers provoque des réactions chez les suiveurs du cyclisme suisse.

## Équipe actuelle
| Effectif 2025                      | Effectif 2025     | Effectif 2025 | Effectif 2025                     |
| Cycliste                           | Date de naissance | Pays          | Équipe précédente                 |
| ---------------------------------- | ----------------- | ------------- | --------------------------------- |
| Nika Bobnar                        | 4 juin 2003       | Slovénie      | Centre mondial du cyclisme (2024) |
| Ginia-Lara Caluori                 | 23 août 2002      | Suisse        |                                   |
| Lea Huber                          | 21 avril 2004     | Suisse        |                                   |
| Anina Hutter                       | 9 mars 2005       | Suisse        |                                   |
| Mizuki Ikeda (13 fév.–31 déc.)     | 6 août 2004       | Japon         | Team Rakuten K Dreams (2024)      |
| Noelle Ingold                      | 12 octobre 2000   | Suisse        | Embrace The World Cycling (2024)  |
| Yurina Kinoshita (13 fév.–31 déc.) | 13 mars 1998      | Japon         |                                   |
| Jasmin Liechti                     | 9 octobre 2002    | Suisse        | Centre mondial du cyclisme (2024) |
| Annika Liehner (6 fév.–31 déc.)    | 5 novembre 2002   | Suisse        | Hess Cycling Team (2024)          |
| Noëlle Rüetschi                    | 7 juin 2004       | Suisse        | AG Insurance-Soudal NXTG (2024)   |
| Larissa Tschenett                  | 25 janvier 2001   | Suisse        |                                   |
| Tsuyaka Uchino (13 fév.–31 déc.)   | 13 janvier 2002   | Japon         | Team Rakuten K Dreams (2024)      |
|                                    |                   |               |                                   |
| Source : ProCyclingStats           |                   |               |                                   |